# Послы Казахстана в США
В статье представлен список послов Казахстана в Соединенных Штатах Америки.

## Хронология дипломатических отношений
- 25 декабря 1991 года — Соединенные Штаты Америки признали государственный суверенитет Республики Казахстан.
- 26 декабря 1991 года — установлены дипломатические отношения между Республикой Казахстан и Соединенными Штатами Америки.
- 30 октября 1992 года — открыто Посольство Республики Казахстан в Соединенных Штатах Америки.

## Дипломатические представительства Казахстана в США
В США действуют следующие представительства Республики Казахстан
- Посольство Республики Казахстан в Вашингтоне.
- Генеральное Консульство Республики Казахстан в Нью-Йорке.
- С 4 января 2013 года Чрезвычайным и Полномочным Послом Республики Казахстан в Соединенных Штатах Америки является Кайрат Умаров[1].

## Список послов
| Срок полномочий                    | Посол                  | Комментарии |
| ---------------------------------- | ---------------------- | ----------- |
| 1992-1994                          | Алим Джамбуршин (каз.) |             |
| 1994—1996                          | Тулеутай Сулейменов    |             |
| 1996—2000                          | Болат Нургалиев        |             |
| декабрь 2000 — 15 мая 2007         | Канат Саудабаев        |             |
| 4 июля 2007 — 4 января 2013        | Ерлан Идрисов          |             |
| 4 января 2013 — 4 января 2017      | Кайрат Умаров          |             |
| 15 февраля 2017 — 6 апреля 2021    | Ержан Казыханов        |             |
| 6 апреля 2021 — по настоящее время | Ержан Ашикбаев         |             |